# Instituto de Salud Mental Mendota
El Instituto de Salud Mental Mendota (en inglés: Mendota Mental Health Institute, MMHI) es un hospital psiquiátrico público en Madison, Wisconsin, operado por el Departamento de Servicios de Salud de Wisconsin. El hospital está acreditado por la Comisión Conjunta. Algunas partes de la instalación están incluidas en el Distrito Histórico del Hospital Wisconsin Memorial. El Grupo de montículos del Hospital Estatal de Mendota y el Grupo de montículos de Point de Farwell también se encuentran en las instalaciones.
Un escándalo estalló en 1934, luego de varias muertes, una intoxicación y denuncias de golpizas y mala conducta por parte de los cuidadores. Se celebraron audiencias legislativas en 1934 sobre las muertes de Guy Clark Lyman y Marie Anderson en 1931. Se descubrió que Anderson había muerto por envenenamiento por arsénico y se decía que Lyman había muerto de neumonía, aunque se alegó que otro paciente lo golpeó. miembro del equipo. Se hicieron intentos para destituir al Doctor MK Green, superintendente de Mendota, pero permaneció en su puesto hasta 1948.
A finales de los años sesenta y principios de los setenta, el Programa de Tratamiento Asertivo de la Comunidad (PACT) se desarrolló en Mendota. Un programa comunitario de tratamiento, rehabilitación y servicios de apoyo destinado a ayudar a las personas con enfermedades mentales graves y persistentes a evitar la hospitalización psiquiátrica y vivir de forma independiente en la comunidad, el programa fue el precursor de muchos otros programas similares en todo el mundo.  En 1974, MMHI recibió el Premio al Logro de Oro de la Asociación Americana de Psiquiatría por el programa,  también conocido como el "modelo Madison". Es la única instalación psiquiátrica en Wisconsin que ha recibido el premio.
El Gobierno de Wisconsin actuó por primera vez para construir un asilo estatal en 1854. Originalmente pretendían que la instalación se basara en el Hospital Estatal de Worcester en Massachusetts y se ubicara en 105 acres (42 ha) de tierra comprada al exgobernador Leonard J. Farwell (1852- 1854). Los planes se desmoronaron en 1855 debido a acusaciones de corrupción y derroche y la Legislatura derogó la ley después de que ya se habían gastado $ 27 000 ($ 752 900 hoy) en el proyecto.